# ヒダキクラゲ
ヒダキクラゲ（襞木耳、学名：Auricularia mesenterica）は、キクラゲ目キクラゲ科のキノコ。世界中に分布する。
春、広葉樹の枯れ木上に発生する。子実体は柄がなく背面で枯れ木に付着する。表面は暗褐色から帯暗褐色。裏面は黒い部分と灰白から灰黄色で毛が密生している部分からなる環紋がある。ゼラチン質で乾燥すると縮む。

## ギャラリー

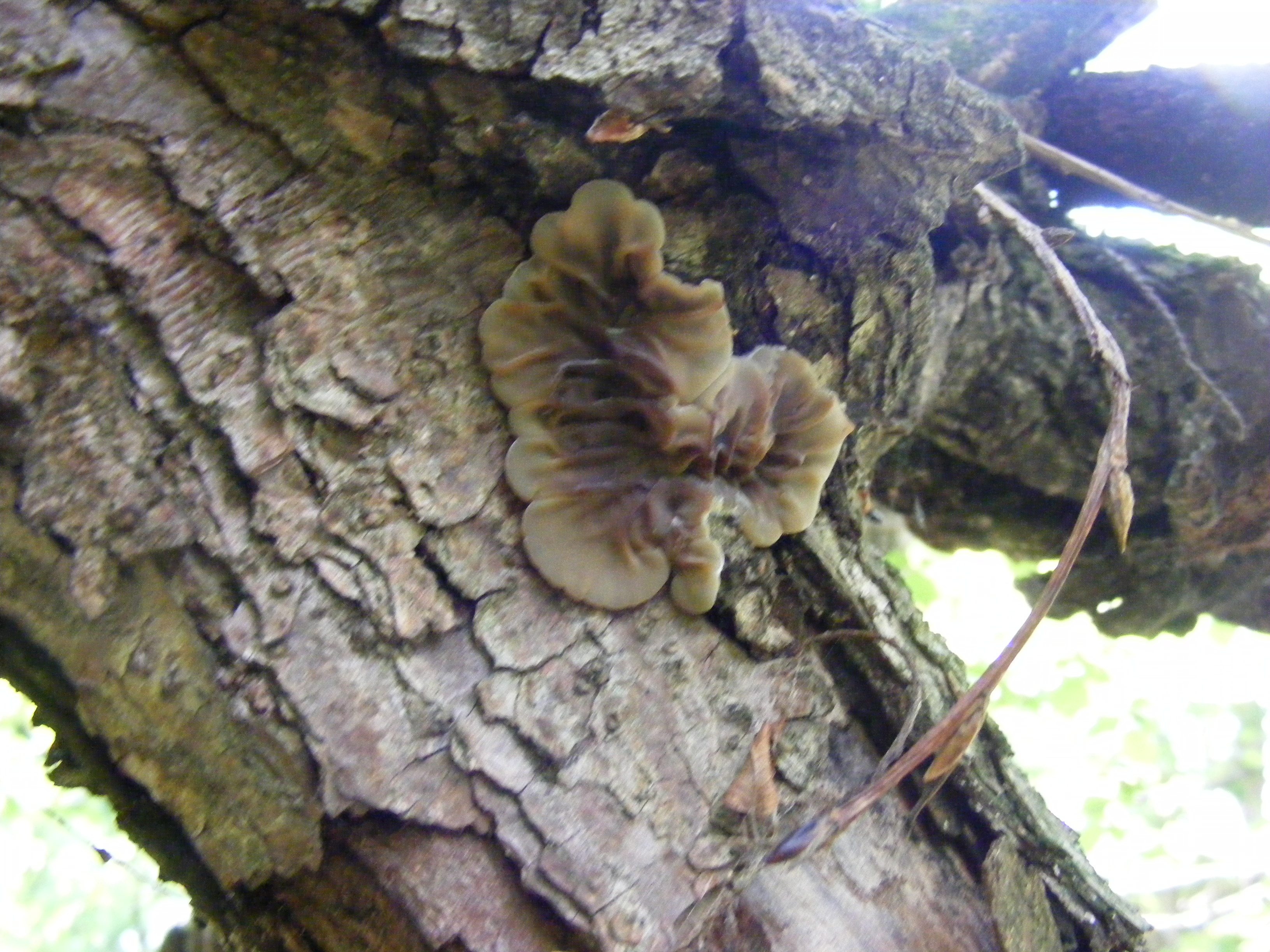
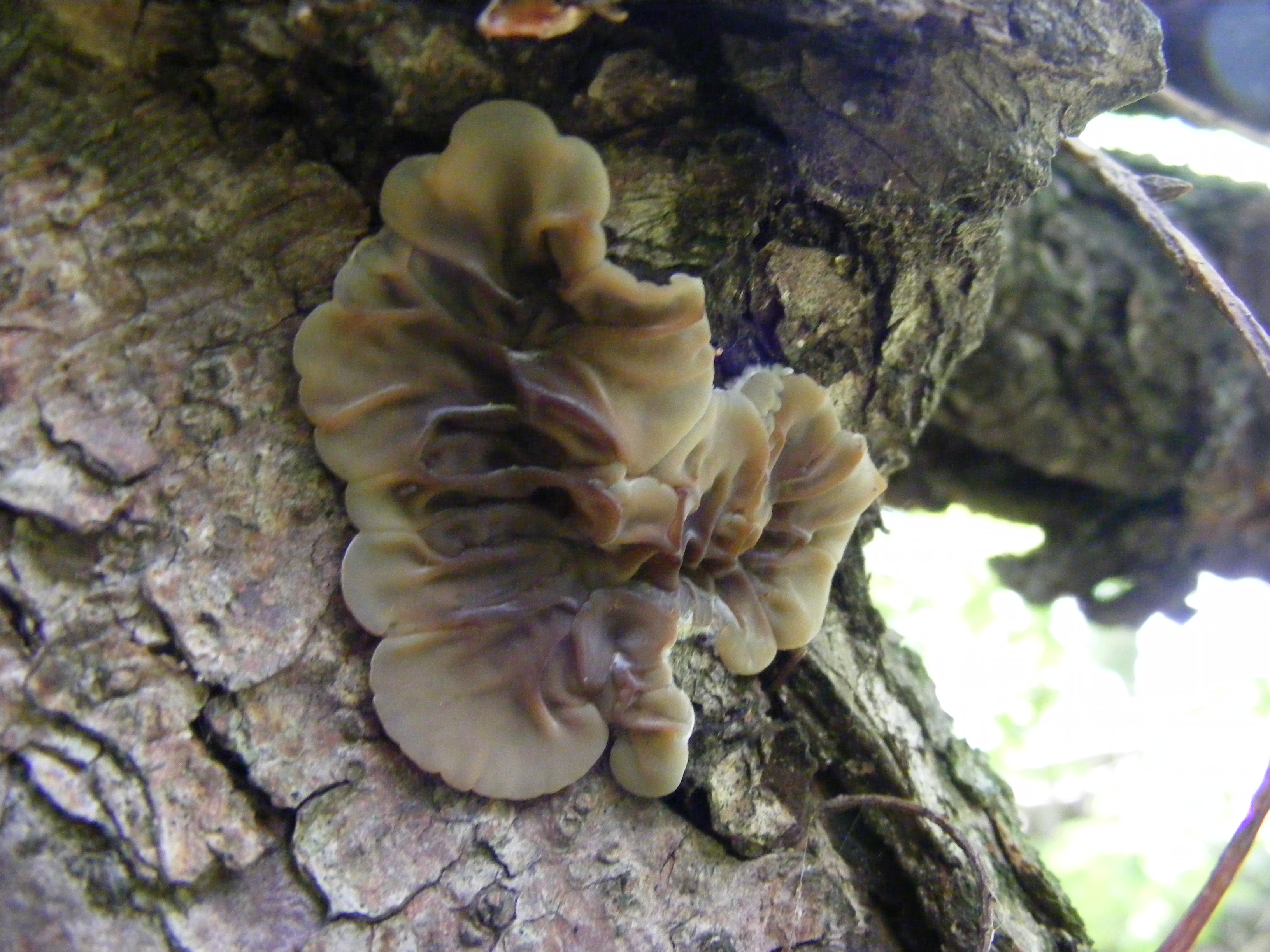
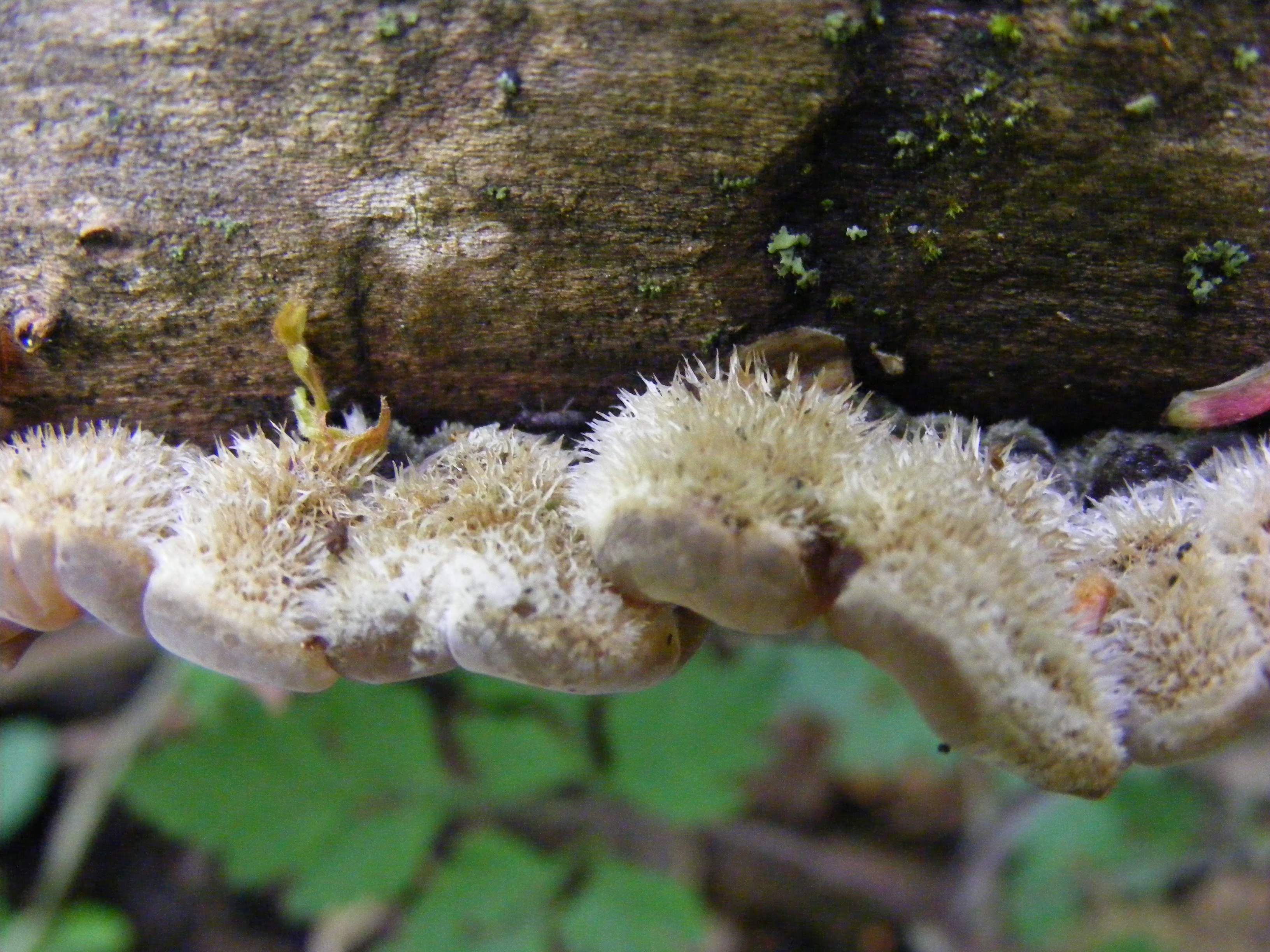
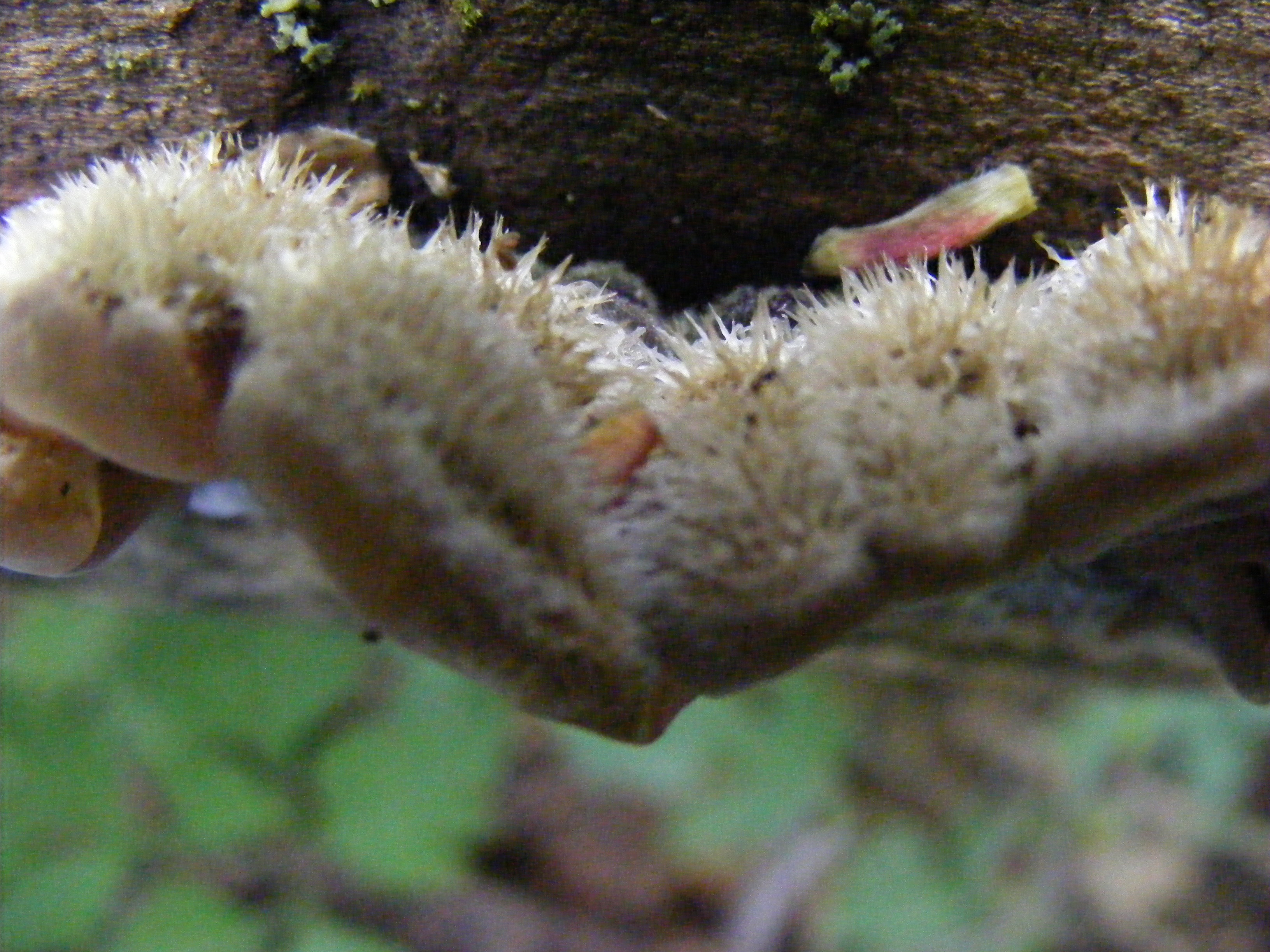
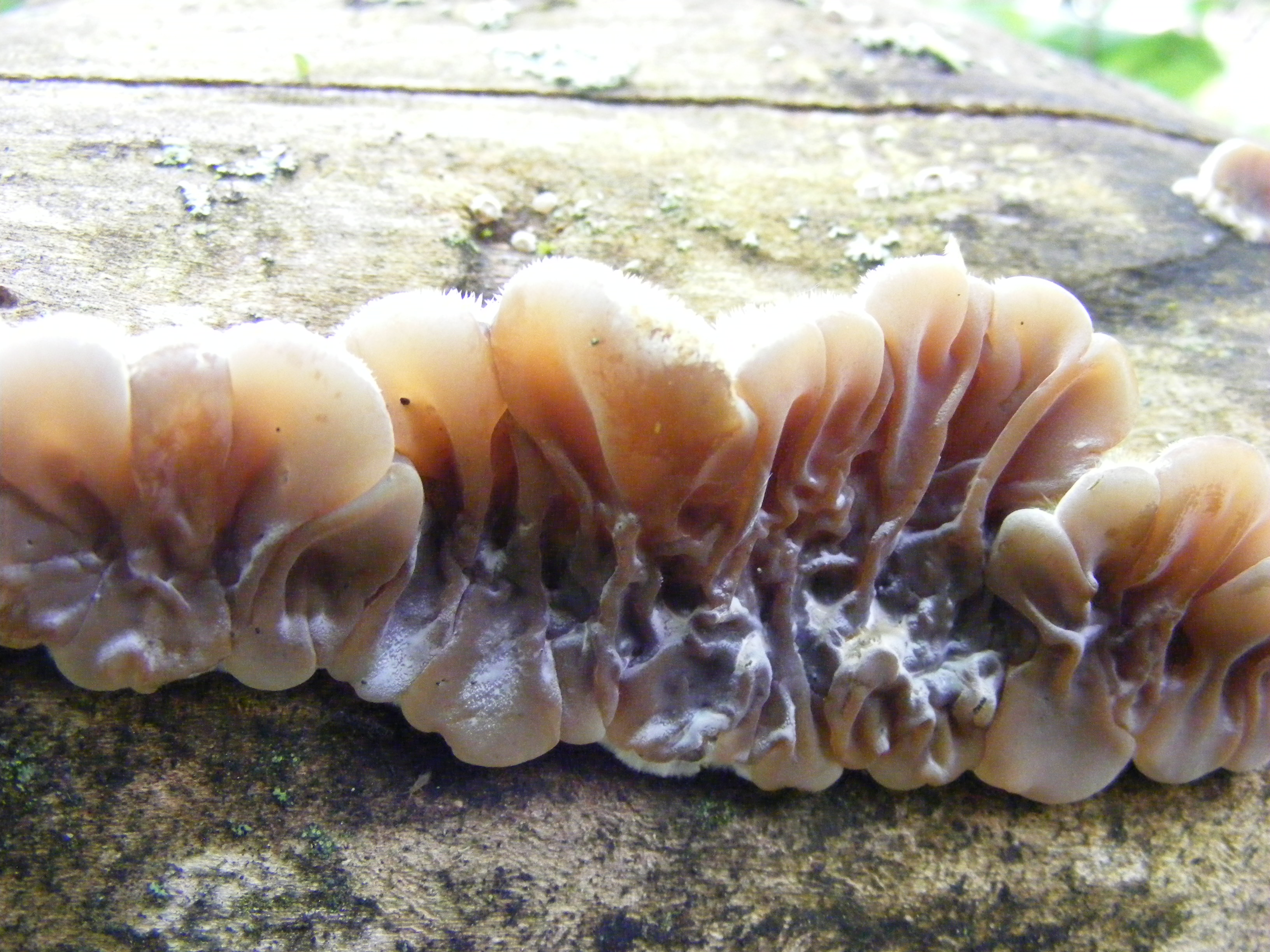
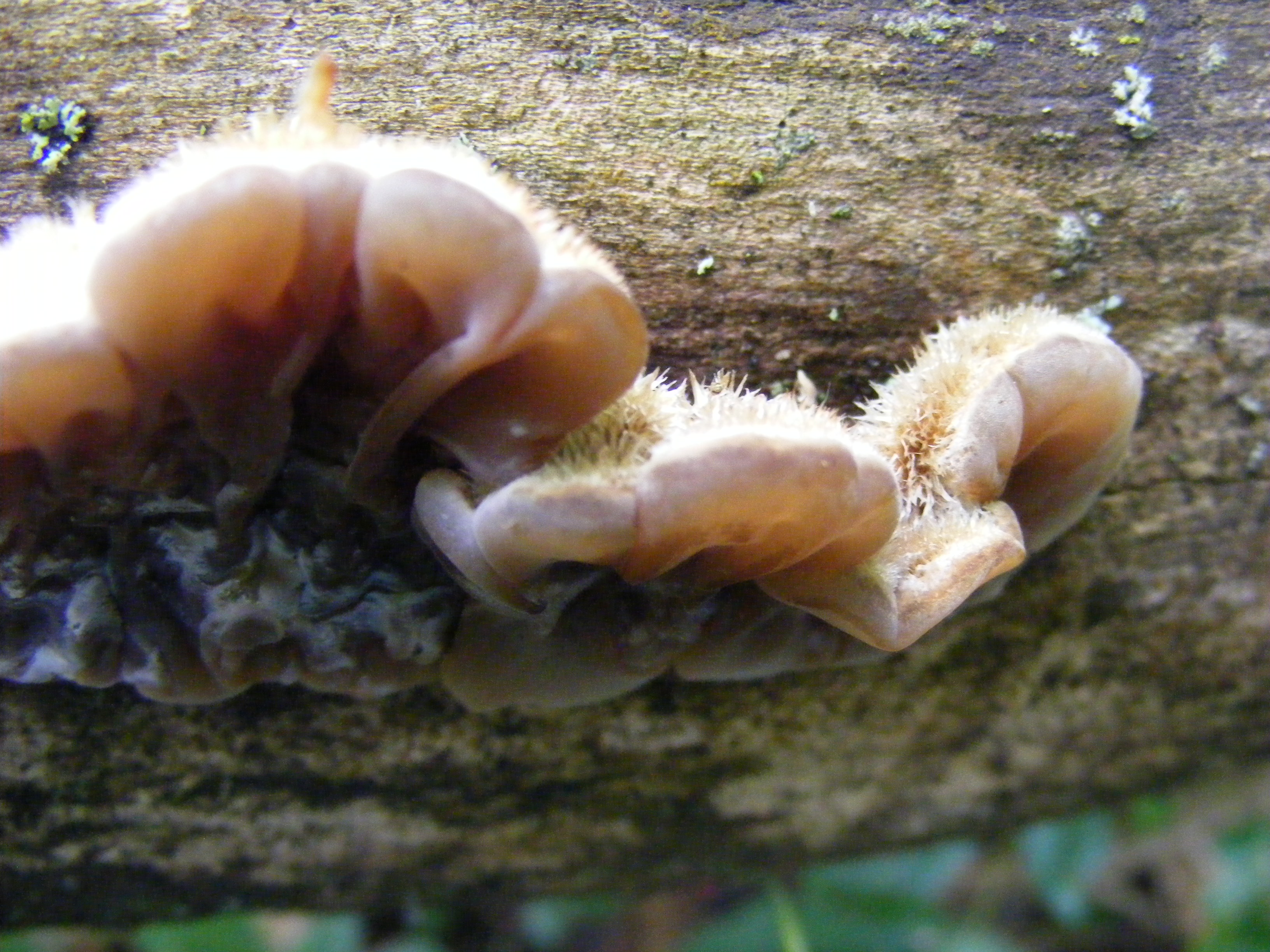
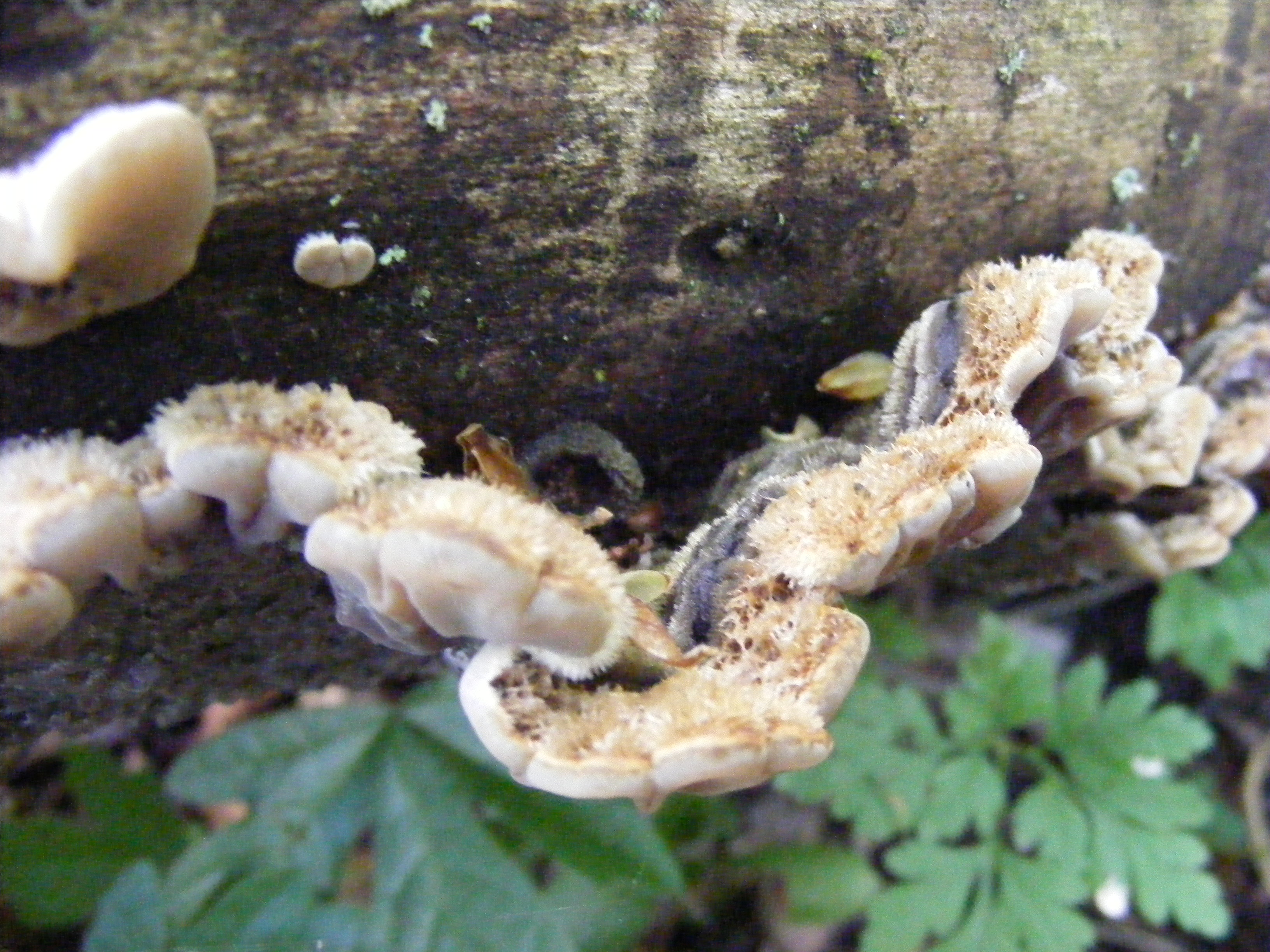
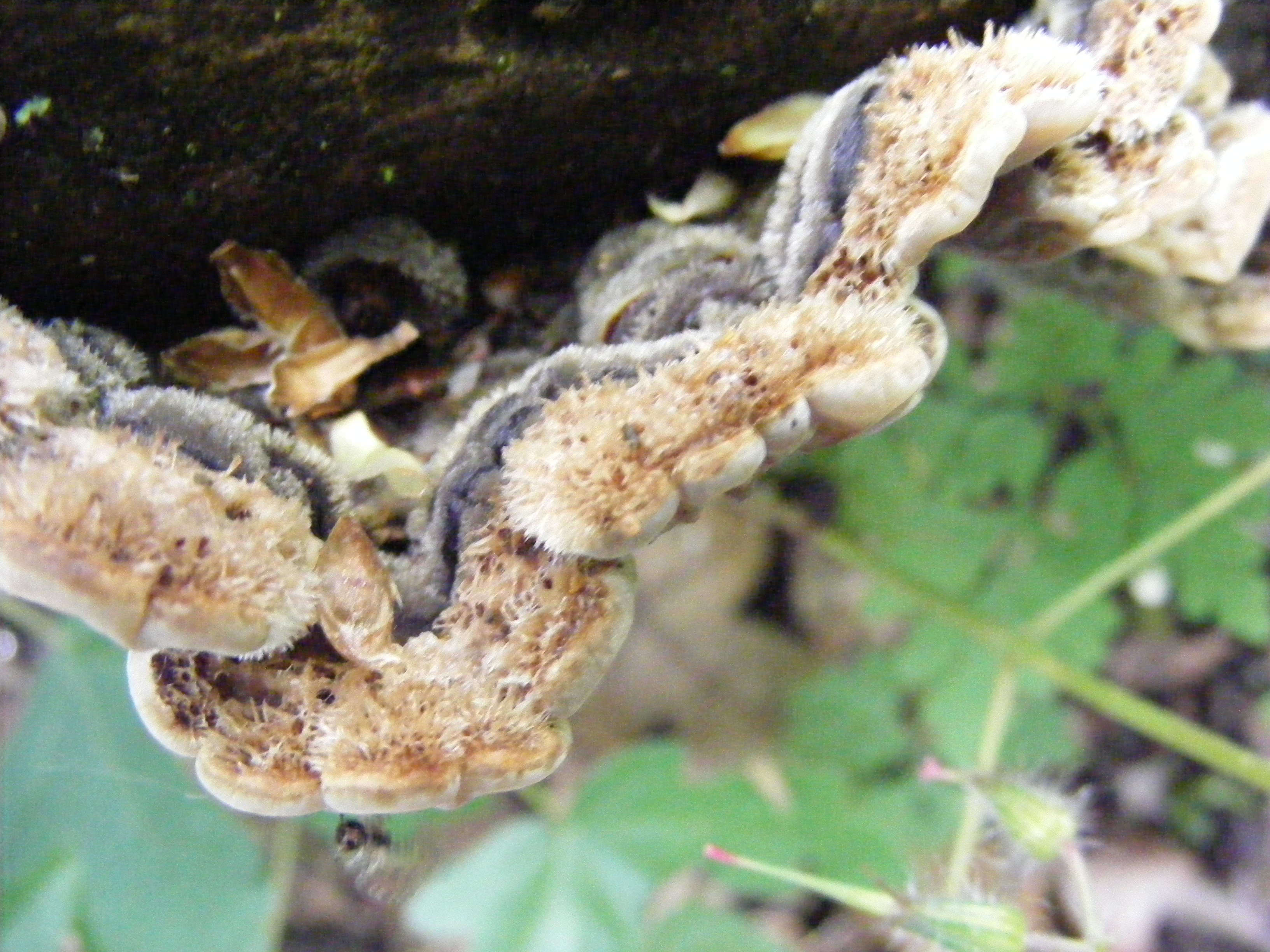